# مردسالاری
ماسکولیسم یا ماسکولینیسم (به انگلیسی: masculism, masculinism) یا مردگرایی، ممکن است به گونه‌های مختلف به ایدئولوژی‌ها و جنبش‌های سیاسی-اجتماعی اشاره کند که به دنبال حذف تبعیض جنسی علیه مردان، برابر کردن حقوق آنها با زنان، و افزایش تبعیت یا ارتقای ویژگی‌هایی است که به‌عنوان نمونه مردان و پسران در نظر گرفته می‌شوند. این اصطلاحات ممکن است به جنبش حقوق مردان یا جنبش مردان و همچنین نوعی آنتی‌فمینیسم اشاره کند.
برای نظام مردسالار از پدرسالاری استفاده می‌شود.

## زمینه‌های مورد علاقه

### آموزش و استخدام
بسیاری از ماسکولیست‌ها لغو تحصیلات تکمیلی را پیشنهاد می‌کنند و معتقدند که مدارس تک‌جنسیتی را برای رفاه پسران ترجیح داده می‌شوند. دیگر ماسکولیست‌ها و قسمتی از طرفداران حقوق زنان می‌گویند که در تفاوت آموزشی که وجود دارد پسرها در وجه ضعیف‌تر آن هستند.
طبق اطلاعاتی که سال ۱۹۹۴ در ایالات متحده گزارش دادند، مردان ۹۴ درصد از تلفات در محیط کار را تشکیل می‌دهند.

## واکنش‌ها

### انتقادات و پاسخ‌ها
برخی منتقدان و فمینیست‌ها عقیده دارند که ماسکولیسم متمرکز بر برتری مردان (شوونیسم مردانه) یا مرد محوری (اندروسنتریسم) برای محرومیت زنان است. برخی ماسکولیست‌ها معتقدند که نقش‌های جنسیتی متمایز طبیعی هستند و تفاوت‌های دو جنس با توجه تقسیم درست نقش‌های اجتماعی می‌تواند در برخی از اجتماعات بهتر از سیستم آموزش دو جنس تأثیر گذار باشد. بخشی از جنبش ماسکولیسم مفاهیم خود را تا حدودی از روان‌شناسی فرگشتی وام گرفته‌اند: طبق این نظریه، سازش پیش از تاریخ موجب ایجاد نقش‌های مکمل اما متفاوتی برای جنس‌های متفاوت شده‌است و این تعادل از دههٔ ۱۹۶۰ از سوی فمینیسم برهم خورده‌است.

### فمینیسم
برخی ماسکولیست‌ها از سوی فعالان فمینیست به‌صراحت ضد فمینیسم توصیف شده‌اند. طبق مقالهٔ بله و دوپویی-دری، «محتوای تارنماهای [ماسکولیست] و شهادت فمینیست‌های مورد سؤال قرار گرفته، تأیید می‌کند که ماسکولیست‌ها به‌طور کلی منتقد فمینیست‌ها و حتی فمینیست‌های میانه‌رویی هستند که در رأس سازمان‌های رسمی فمینیستی قرار دارند.
فرل کریستنسن فیلسوف عنوان می‌کند که اگر ماسکولیسم و فمینیسم بر این باور باشند که مردان/زنان به‌طور نظام‌مند مورد تبعیض قائل می‌شوند و این تبعیض باید برچیده شود، لزوماً تعارضی میان فمینیسم و ماسکولیسم وجود ندارد و حتی برخی مدعی‌اند که عضو هر دوی آن‌ها هستند. اما بسیاری عقیده دارند که یک جنس بیش از دیگری مورد تبعیض قرار می‌گیرد، بنابراین نام یکی از این دو را بر خود می‌گذارند و دیگری را رد می‌کنند.